# Kurt Dossin
Kurt Dossin (Reudnitz, ma Lipcse része, 1913. március 28. – Bad Kreuznach, 2004. április 26.) olimpiai bajnok német kézilabdázó, edző.
Részt vett az 1936. évi nyári olimpiai játékokon, amit Berlinben rendeztek. A kézilabdatornán játszott, amit a német válogatott meg is nyert. A csapat veretlenül lett bajnok és mindenkit nagy arányban győztek le.
A második világháború után Jeverbe költözött és a helyi csapat edzője lett.